# Sedum semilunatum
Sedum semilunatum är en fetbladsväxtart som beskrevs av Kun Tsun Fu. Sedum semilunatum ingår i Fetknoppssläktet som ingår i familjen fetbladsväxter. Inga underarter finns listade i Catalogue of Life.